# Geogaddi
Geogaddi – drugi album studyjny szkockiego duetu elektronicznego Boards of Canada, wydany w 2002 roku. Doszedł do 3. miejsca na liście Top Dance/Electronic Albums tygodnika Billboard oraz do takiego samego na brytyjskiej liście UK Independent Albums. Ponadto w Wielkiej Brytanii uzyskał certyfikat Srebrnej Płyty.

## Historia albumu

### Proces twórczy
Definiując proces twórczy, towarzyszący nagrywaniu albumu Michael Sandison odpowiedział w wywiadzie udzielonym Koenowi Poolmanowi z magazynu OOR, iż obaj z bratem (Marcusem) dla Geogaddi nagrali ponad 90 utworów, z których tylko 22 (oraz bezgłośny Magic Window) znalazły się na płycie. Według zamierzeń album miał przypominać ścieżkę dźwiękową do „jakiegoś dziwnego musicalu, albo wyimaginowanego filmu” z pewnego rodzaju dezorientacją jako motywem przewodnim. Dodał, iż obaj starają się za każdym razem tworzyć brzmienie ponadczasowe.

Zawsze uwielbialiśmy brzmienie rzeczy, które są trochę smutne i połamane. Myślę, że ponieważ staramy się uchwycić zniszczony, niesamowity efekt w naszej muzyce, dla niektórych słuchaczy brzmi ona nostalgicznie.

Porównując Geogaddi z poprzednim albumem stwierdził, iż „Music Has the Right... jest płytą na zewnątrz domu, w zimny, błękitny dzień”, podczas gdy Geogaddi to „pewnego rodzaju próba ognia, klaustrofobiczna, kręta podróż, która zabiera cię w dość mroczne doświadczenia, zanim znów znajdziesz się na otwartej przestrzeni”. Jeśli chodzi o dyskretne wykorzystanie w muzyce albumu akustycznego instrumentarium, wskazał na zainteresowanie duetu twórczością takich artystów jak Joni Mitchell i The Incredible Stringband.

### Tytuł
Na pytanie Poolmana co oznacza tytuł „Geogaddi”, Michael Sandison odpowiedział:

To kombinacja różnych słów, jest kilka różnych znaczeń, które możesz z niej odczytać. My mamy swoje własne znaczenie i chcemy, żeby słuchacz wymyślił swoje własne. W ten sposób jest to bardziej osobiste.

### Premiera albumu
Premiera albumu miała miejsce w sześciu kościołach: w Londynie, Nowym Jorku, Tokio, Edynburgu, Paryżu i Berlinie. W ramach promocji, nieuchwytni i zwykle stroniący od kontaktów z mediami, Marcus Eoin i Michael Sandisonowie, udzielili tylko jednego wywiadu prasowego (dla NME) za pośrednictwem poczty elektronicznej.

### Wydania
Album został wydany 13 lutego 2002 roku jako CD w Japonii przez miejscową wytwórnię Beat Records oraz 18 lutego 2002 roku jako CD i potrójny LP. Równocześnie wydanych zostało kilka EP-ek z różnym zestawem utworów.
W lutym 2007 roku został wznowiony w Wielkiej Brytanii, Europie i Stanach Zjednoczonych jako digital download (23 pliki MP3).

## Lista utworów

### LP
Lista według Discogs:    
| 1. | Ready Lets Go                |  |
|    |                              |  |
| 2. | Music Is Math                |  |
|    |                              |  |
| 3. | Beware The Friendly Stranger |  |
|    |                              |  |
| 4. | Gyroscope                    |  |
|    |                              |  |
| 5. | Dandelion                    |  |
|    |                              |  |

| 1. | Sunshine Recorder         |  |
|    |                           |  |
| 2. | In The Annexe             |  |
|    |                           |  |
| 3. | Julie And Candy           |  |
|    |                           |  |
| 4. | The Smallest Weird Number |  |
|    |                           |  |

| 1. | 1969                  |  |
|    |                       |  |
| 2. | Energy Warning        |  |
|    |                       |  |
| 3. | The Beach At Redpoint |  |
|    |                       |  |
| 4. | Opening The Mouth     |  |
|    |                       |  |

| 1. | Alpha And Omega             |  |
|    |                             |  |
| 2. | I Saw Drones                |  |
|    |                             |  |
| 3. | The Devil Is In The Details |  |
|    |                             |  |
| 4. | A Is To B As B Is To C      |  |
|    |                             |  |
| 5. | Over The Horizon Radar      |  |
|    |                             |  |

| 1. | Dawn Chorus            |  |
|    |                        |  |
| 2. | Diving Station         |  |
|    |                        |  |
| 3. | You Could Feel The Sky |  |
|    |                        |  |
| 4. | Corsair                |  |
|    |                        |  |

| 1. | Magic Window |  |
|    |              |  |

| 1.  | Ready Lets Go                | 0:57    |
|     |                              |         |
| 2.  | Music Is Math                | 5:21    |
|     |                              |         |
| 3.  | Beware The Friendly Stranger | 0:40    |
|     |                              |         |
| 4.  | Gyroscope                    | 3:32    |
|     |                              |         |
| 5.  | Dandelion                    | 1:14    |
|     |                              |         |
| 6.  | Sunshine Recorder            | 6:12    |
|     |                              |         |
| 7.  | In The Annexe                | 1:22    |
|     |                              |         |
| 8.  | Julie And Candy              | 5:34    |
|     |                              |         |
| 9.  | The Smallest Weird Number    | 1:13    |
|     |                              |         |
| 10. | 1969                         | 4:20    |
|     |                              |         |
| 11. | Energy Warning               | 0:35    |
|     |                              |         |
| 12. | The Beach At Redpoint        | 4:18    |
|     |                              |         |
| 13. | Opening The Mouth            | 1:11    |
|     |                              |         |
| 14. | Alpha And Omega              | 7:02    |
|     |                              |         |
| 15. | I Saw Drones                 | 0:27    |
|     |                              |         |
| 16. | The Devil Is In The Details  | 3:56    |
|     |                              |         |
| 17. | A Is To B As B Is To C       | 1:37    |
|     |                              |         |
| 18. | Over The Horizon Radar       | 1:08    |
|     |                              |         |
| 19. | Dawn Chorus                  | 3:56    |
|     |                              |         |
| 20. | Diving Station               | 1:25    |
|     |                              |         |
| 21. | You Could Feel The Sky       | 5:15    |
|     |                              |         |
| 22. | Corsair                      | 2:48    |
|     |                              |         |
| 23. | Magic Window                 | 1:52    |
|     |                              |         |
|     |                              | 1:05:55 |
|     |                              |         |

Wszystkie utwory napisali, zrealizowali i wyprodukowali: Marcus Eoin i Michael Sandison.

## Odbiór

### Opinie krytyków
| Oceny łączne                      | Oceny łączne |
| Publikacja                        | Ocena        |
| --------------------------------- | ------------ |
| Album of the Year                 | 84/100       |
| Metacritic                        | 84/100       |
| Recenzje                          |              |
| Publikacja                        | Ocena        |
| AllMusic                          | [ 9 ]        |
| EW                                | B+           |
| Drowned in Sound                  | 9/10         |
| The Guardian                      | [ 12 ]       |
| laut.de                           | [ 13 ]       |
| Pitchfork                         | 8.6/10       |
| Porcys                            | 8.0/10       |
| RYM                               | 3.96/5       |
| Rolling Stone                     | [ 17 ]       |
| The New Rolling Stone Album Guide | [ 18 ]       |
| Spin                              | 8/10         |
| Sputnikmusic                      | 4.5/5        |
| Tiny Mix Tapes                    | [ 21 ]       |

Album zyskał powszechne uznanie na podstawie 21 recenzji krytycznych.
Magazyn The Skinny porównał w 2009 roku Geogaddi z Music Has the Right to Children, uznając ten pierwszy jako piąty w zestawieniu najlepszych szkockich albumów lat 90. „jeśli Music has the Right to Children z 1998 roku było płytą, która otworzyła nowoczesną muzykę elektroniczną na zupełnie nowe horyzonty możliwości (…) to Geogaddi z 2002 roku jest tym albumem, na którym Boards of Canada spróbowali wdrożyć swoje własne estetyczne innowacje z nowych i dezorientujących punktów widzenia”.
Geogaddi wysoko ocenił John Bush z AllMusic (4 i pół gwiazdki na 5). Wydawnictwo przypomina jego zdaniem debiutancki album zespołu, Music Has the Right to Children. Projekt graficzny okładki zawiera „artystyczne, wybielone zdjęcia bawiących się dzieci, a długa lista utworów balansuje pomiędzy krótkimi szkicami a dłuższymi utworami”. Boards of Canada, według recenzenta, „specjalizuje się w sugestywnej, żałobnej, pełnej sampli muzyce downtempo, często brzmiącej jakby została wyprodukowana na niesprawnym sprzęcie wydobytym z ruin laboratorium komputerowego z początku lat 70. Geogaddi ma nieco mniej melodyjności i w rezultacie brzmi trochę mniej jak trip-hop do bajek, a bardziej jak lekko eksperymentalna, ale wyraziście zrealizowana muzyka elektroniczna, którą jest”.
Równie wysoko ocenia Gegaddi Mark Richardson z magazynu Pitchfork dając mu 8.6 punktu na 10. Recenzent skupia się na tym, co różni ten album od wcześniejszych wydawnictw zespołu. Zauważa zmianę jego nastroju. Wprawdzie tematyka albumu to dzieciństwo i nostalgia, ale klimat albumu jest „o ton mroczniejszy niż na poprzednich wydawnictwach, i stosunkowo napięty, z zauważalnym wątkiem paranoi”. Na Geogaddi Boards of Canada „zastąpili ciszę dronem, a wzorcowe taśmy nasycone są maszynowymi dźwiękami zrealizowanymi przez duet”. Przykładem różnic w stosunku do wcześniejszych wydawnictw są według recenzenta takie utwory jak: 'Julie and Candy' („wirujące klaustrofobiczne wiatry”), 'Dawn Chorus' („groźne fale sprzężenia zwrotnego hamujące rytm [utworu]”), 'The Devil Is in the Details' („samotne, odizolowane Nuno Cannavarro-izmy”). Przykładem nowego, mroczniejszego nurtu są według niego takie utwory jak: 'Gyroscope' (z „miażdżącym, zmechanizowanym loopem perkusyjnym”) oraz 'Alpha and Omega' (w którym „dźwięki tabli mieszają się z wielowarstwową perkusją, nadając [utworowi] intrygujące wrażenie żywego zespołu”). „Boards of Canada zastosowali na Geogaddi swoje charakterystyczne narzędzia, ale w służbie nieco bardziej mrocznej wizji” – podsumowuje.
„Geogaddi, składający się z 23 przejrzystych, instrumentalnych utworów w stylu Briana Eno to w większości przyjemna przejażdżka” – uważa redakcja The Independent dodając: „pętle, sample i syntezatorowe drony dryfują na stonowanych ścieżkach rytmicznych, a w tym dryfie od czasu do czasu pojawia się na wpół zrozumiała fraza wokalna”. Wyróżnia kilka utworów: 'Diving Station' („partia fortepianu zmącona przez wiatr elektronicznego hałasu”, 'Music is Math' („brzmiący jak skrzyżowanie Bacha z breakbeatem) i 'The Beach at Redpoint' („uroczy przykład 'krajobrazowego' stylu ambientowej elektroniki). Liczne utwory albumu zostały określone jako „dużej mierze niezamieszkałe krajobrazy”, w których głosy „nawet jeśli się pojawiają, to są to tylko na wpół zasłyszane fragmenty mowy”, lub, jak w innych „brzmią po prostu jakby uwięzione, jak dodatkowa warstwa niesamowitości dodana do ogólnego niepokoju”.
„Boards of Canada na swoim nowym albumie, Geogaddi ponownie przywołali rodzinę muzycznych duchów” – zauważa redakcja magazynu PopMatters precyzując: „bogate, unoszące się w powietrzu dźwiękowe eksploracje wyrastają z binarnej gleby zer i jedynek, [podczas] gdy cienkie jak papier bity splatają i rozdzielają (…) swoje kolorowe melodie w spirale, niczym wirujący w powietrzu dym. W niektórych utworach melancholijny uśmiech muzyki wydaje się tak niemożliwie naturalny, że w miarę jak odgłosy tego, co wydaje się być wiatrem i zwierzętami zanikają, trudno jest odróżnić kompozycję od organicznego rozwoju. Z bezbłędnie zszytej progresji 23 utworów rodzi się doskonała istota, z której nie sposób wyodrębnić pojedyncze piosenki”. „Na Geogaddi Boards of Canada tworzą świat z muzyki łącząc w unikalnym stylu [swoich] kompozycji psychodelię z elektroniką” – podsumowuje redakcja.
„Geogaddi jest przepysznie nasycony powtarzającymi się motywami, które od razu wyróżniły ich [Boards of Canada] jako indywidualny głos w muzyce elektronicznej – twierdzi Kitty Empire z NME określając muzykę albumu jako „odgłosy dzieciństwa” i „zrelaksowane wiejskie idylle, nagle zakłócane przez ostre breakbeaty. W sumie jest to spotkanie tego, co Naturalne z tym co cyfrowe, tu jeszcze bardziej mroczne niż kiedykolwiek wcześniej”.
Muzyka Geogaddi to „głównie własna, powściągliwa mieszanka elektronicznej melancholii zespołu, zawsze organiczna i pięknie wykonana. Zależy tylko, czy chcesz się zagłębiać w tak wiele szczegółów” – konkluduje Pascal Wyse z dziennika The Guardian.
Według Alexandra Cordasa z magazynu laut.de ci, którzy nadają swoim utworom takie tytuly jak "Music Is Math" czy "A Is To B As B Is To C" dają do zrozumienia, że są bardziej oddani swoim maszynom niż gitarze akustycznej. Tym niemniej Geogaddi – zdaniem recenzenta – „nie wydaje się być oderwaną elektroniką, lecz melancholijną ścieżką dźwiękową do tragicznej historii miłosnej między androidami. Może to zabrzmieć dziwnie, ale dokładnie taki jest efekt sennego połączenia sferycznych dźwięków, figlarnych melodii i ostrych jak brzytwa kliknięć i perkusji”.
„Geogaddi to gobelin dziwnych kontrastów” – ocenia Christian Hopwood z BBC. Muzykę albumu charakteryzuje jako twór, w którym „pulsujące syntezatory, skrzypiące schematy perkusyjne i zniekształcone głosy dzieci wplatają się i wyplatają, tworząc surrealistyczne 'trzecie miejsce'. To elektronika wypuszczona na pastwę losu na zboczach wzgórz na piętnaście lat. Czasami Boards of Canada zaprasza Cię, żeby stanąć z nimi, gdy spoglądają na majestatyczne szkockie wyżyny, obserwując wczesny zachód słońca, który eksploduje na horyzoncie. Innym razem zostawiają cię uwięzionego w mieszkaniu o 3 nad ranem (…). Tak czy inaczej, jest mało prawdopodobne, byś słyszał coś podobnego”.

### Wyróżnienia
Album znalazł się na 5. miejscu listy 50 najlepszych albumów IDM wszech czasów (The 50 Best IDM Albums of All Time) magazynu Pitchfork.

### Listy tygodniowe
| Kraj              | Lista                       | Pozycja |
| ----------------- | --------------------------- | ------- |
| Francja           | SNEP                        | 78      |
| Irlandia          | IRMA                        | 28      |
| Stany Zjednoczone | Heatseekers Albums          | 19      |
| Stany Zjednoczone | Independent Albums          | 10      |
| Stany Zjednoczone | Top Dance/Electronic Albums | 3       |
| Stany Zjednoczone | Vinyl Albums                | 5       |
| Szkocja           | Scottish Albums Chart       | 12      |
| Wielka Brytania   | UK Albums Chart             | 21      |
| Wielka Brytania   | UK Independent Albums       | 3       |

### Certyfikaty sprzedaży
- UK: Srebrna Płyta[36].